# Ndola
Ndola est une ville de Zambie, capitale régionale de la Copperbelt.

## Histoire
Ndola a été fondée en 1904. Le développement de la ville est lié à l'arrivée du chemin de fer par la National Railways of Zimbabwe (en) en 1907 et la Zambia railways.

## Enseignement supérieur
La Northrise University (en) a été fondée en 2003.

## Économie
La région de Copperbelt et la ville sont riches en gisements de cuivre. Le cuivre exporté fournit une part importante des revenus du pays, ce qui confère à la ville une place majeure dans l'économie du pays.

## Transports
La ville est reliée à la capitale Lusaka par route et par chemin de fer avec la Zambia railways.
La ville est reliée par le transport aérien avec l’aéroport international Simon Mwansa Kapwepwe.

## Démographie
Sa population s'élève à 144 657 habitants en 2010 tandis que, la même année, la population du district de Ndola s'établissait à 455 194 habitants.

## Culture
La ville abrite le Copperbelt Museum, un musée historique.

## Lieux de culte
Parmi les lieux de culte, il y a principalement des églises et des temples chrétiens : Diocèse de Ndola (Église catholique), United Church in Zambia (Communion mondiale d'Églises réformées), Reformed Church in Zambia (Communion mondiale d'Églises réformées), Baptist Union of Zambia (Alliance baptiste mondiale), Assemblées de Dieu . Il y a aussi des mosquées musulmanes.

## Jumelages[5]
- Aldershot (Royaume-Uni)
- Blantyre (Malawi)
- Harbin (Chine)
- Lubumbashi (République démocratique du Congo)
- Makhatchkala (Russie)
- Porto (Portugal)
- Walvis Bay (Namibie)

## Personnalité liée à la ville
- Edgar Lungu (1956-2025), homme politique zambien et Président de la République de Zambie de 2015 à 2021.